# Zellweger-Syndrom
Das Zellweger-Syndrom, auch bekannt unter dem Synonym Zerebral-hepatisches-renales Syndrom bzw. Cerebro-hepato-renales Syndrom, ist eine sehr seltene genetisch bedingte, autosomal-rezessiv vererbbare peroxisomale Störung auf der Grundlage einer angeborenen Genmutation. Sie verläuft tödlich.
Die Erkrankung wurde 1964 erstmals durch den US-amerikanischen Arzt Schweizer Abstammung Hans Ulrich Zellweger an Zwillingspaaren beschrieben.

## Epidemiologie
Das Zellweger-Syndrom zählt zu den seltenen Erbkrankheiten und kann bei schätzungsweise 1 von 100.000 Neugeborenen diagnostiziert werden. Mädchen und Jungen sind gleich häufig betroffen.
Seit 1964 sind über 100 Fälle dokumentiert, die sowohl sporadisch als auch in einer Geschwisterschaft auftraten.

## Ursache
In erster Linie ist das Syndrom ursächlich gekennzeichnet durch das Fehlen von Peroxisomen bzw. durch eine Störung der peroxisomalen Biogenese, die mit einem Verlust entsprechender Leber-, Nieren- und weiterer Organfunktionen einhergeht. Des Weiteren kommt es zu einem Aktivitätsverlust mehrerer peroxisomaler Enzyme, was sich auf verschiedene Stoffwechselfunktionen auswirkt.
Vom echten Zellweger-Syndrom wird das Pseudo-Zellweger-Syndrom unterschieden. Bei diesem liegt ein Aktivitätsverlust der Acyl-CoA-Oxidase, einem peroxisomalen Enzym, vor.
Das Zellweger-Syndrom beruht auf Mutationen in den Genen, die für die Entstehung von Peroxisomen erforderlich sind. Dazu gehören der Serin-Lysin-Leucin-Rezeptor Pex5 und noch häufiger das Gen für die ATPase Pex1.
Liegen Mutationen in PEX1 oder PEX5 oder anderen Genen für die Peroxisomenentstehung vor, so wird das Enzym, das für die Spaltung von Wasserstoffperoxid – einem Zellgift – nötig ist, die Katalase, nicht mehr in das Peroxisom eingeschleust.
In Peroxisomen laufen neben der Katalase-Reaktion verschiedene andere biochemische Reaktionen ab, die mit dem Abbau und der Modifikation von Fettsäuren zu tun haben. So werden z. B. Fettsäuren, die eine Kettenlänge von über 22 Kohlenstoffatomen haben, ausschließlich in Peroxisomen abgebaut. Auch werden Gallensäuren in Peroxisomen fertiggestellt. Was allerdings die essentielle Rolle von Peroxisomen ist, deren Ausfall die Symptome bei Zellweger-Syndrom hervorruft, ist bis heute nicht geklärt.

## Symptome
Kinder mit Zellweger-Syndrom kommen häufig vor dem errechneten Geburtstermin als Frühgeburt zur Welt. Neugeborene weisen eine Kombination von Besonderheiten auf, wobei nicht alle Merkmale bei allen Kindern bzw. bei allen Kindern in gleich starker Ausprägung vorliegen. Zu den häufigsten Symptomen zählen:
- Besonderheiten des Kopfes und des Gesichts:
  - senkrechte Überentwicklung des Kopfes (Skaphocephalus/Langschädel)
  - wenig ausgeprägte (hypoplastische) Nasenwurzel
  - vergleichsweise kurzes Philtrum (Kuhle zwischen Nase und Oberlippe)
  - vergleichsweise flach und rechteckig wirkendes Gesicht
  - hohe, vorgewölbte Stirn
  - vergleichsweise tief am Kopf sitzende Ohren
  - bei neugeborenen Kindern vergleichsweise großer noch nicht verknöcherter Bereich auf der Schädeldecke (Fontanelle)
  - Rücklage des Unterkiefers und der Zahnreihe aufgrund einer Wachstumsstörung (mandibuläre Retrognathie)
  - Gaumensegelspalte
  - auffallend wenig sichtbare Bewegungen der Gesichtsoberfläche (reduzierte Mimik)

- Besonderheiten der Augen:
  - vergleichsweise großer Augenabstand (Hypertelorismus)
  - flache Ränder der knöchernen Augenhöhle (Orbita)
  - Hornhauttrübung
  - Linsentrübung
  - Rückbildung des Sehnervs, was zu Sehschärfeverlust, Gesichtsfeldausfällen und weitgehender Blindheit führt (Optikusatrophie)
  - Brushfield-Spots (Sprenkelung der Regenbogenhaut)
  - Epikanthus medialis (kleine Hautfalte an den inneren Augenwinkeln)
  - geschrägte Lidachsen

- Besonderheiten des Gehirns
  - cerebrale Zysten (Zysten im Gehirn, subependymale Pseudozysten)
  - verminderte Ausprägung von Hirnwindungen (Mikrogyrie) oder Windungslosigkeit (Agyrie)
  - Vergrößerung der Seitenventrikel im Gehirn

- Besonderheiten der inneren Organe
  - Unterentwicklung der Lunge (Lungenhypoplasie)
  - Besonderheiten der Gallenwege
  - Besonderheiten der Nieren (Multizystische Nierendysplasie)
  - Besonderheiten der Leber (Leberinsuffizienz, starke Lebervergrößerung/Hepatomegalie, Siderose/Eisenspeicherstörung)
  - Besonderheiten der Milz (Siderose/Eisenspeicherstörung)
  - Herzfehler, insbesondere Ventrikelseptumdefekte
  - Thymusdysplasie

- sonstige Besonderheiten
  - schwere kognitive Behinderung
  - starke psychomotorische Entwicklungsverzögerung
  - Fehlentwicklung der äußeren Geschlechtsorgane bei Mädchen
  - Störung der Bildung von Knochengewebe (Ossifikation)
  - schrill klingendes Weinen
  - ausgeprägte Verringerung der Muskelspannung (Muskelhypotonie) mit Einschränkung der Gelenkbeweglichkeit
  - Reflexminderung (Hyporeflexie) oder Fehlen von Reflexen (Areflexie)
  - Epilepsie
  - Schwierigkeiten bei der Atmung (Atemnot bis hin zum lebensbedrohlichen Atemstillstand)
  - Kleinwuchs (unterdurchschnittliches Längenwachstum)
  - Vierfingerfurche
  - großer, breiter Daumen
  - leichte Biegung der kleinen Finger und/oder der Ringfinger in Richtung des jeweils rechtsseitig nebenliegenden Fingers (Kamptodaktylie)
  - Besonderheiten der Epiphysen (der Schaftenden von langen Röhrenknochen), insbesondere punktuelle Verkalkungen an entsprechenden Bereichen der Knie- und Hüftgelenken
  - aufgrund eines Mangels an Propanoyl-CoA-Acyltransferase verringerte Gallensalze und Ansammlungen von Pristansäure

## Diagnose
Auf ein Zellweger-Syndrom bei einem Baby können insbesondere die Besonderheiten des Gesichts, die Muskelhypotonie und die Zysten im Gehirn und den Nieren hinweisen.
Eine Diagnose kann über den Nachweis von Veränderungen der Fettsäuren im Serum (Konzentration von "Überlangkettigen" Fettsäuren) und Plasmalogenen erfolgen. Erhöhte Pipecolinsäure und Phytansäure gibt einen weiteren Hinweis. In einer Fibroblasten- und Hepatozytenkultur kann das Fehlen von Peroxisomen nachgewiesen werden. Die Diagnose sollte durch die Identifikation der genetischen Veränderung (Mutation) abgesichert werden.
Im Rahmen der Pränataldiagnostik, also der vorgeburtlichen Diagnostik, kann das Zellweger-Syndrom in der sich einer Chorionzottenbiopsie oder Amniozentese anschließenden Untersuchung der Zellen des ungeborenen Kindes anhand eines überdurchschnittlich hohen Gehaltes langkettiger Fettsäuren, verminderter Plasmalogenkonzentration und geringer Aktivität der Acyl-CoA:DHAP-Transferase diagnostiziert werden. Bei entsprechenden mikroskopischen Untersuchungen sind keine Peroxisomen erkennbar.
Die Differentialdiagnosen Pseudo-Zellweger-Syndrom, 3-Oxoacyl-CoA-Thiolase-Mangel, Hyperpipecolazidämie, Chondrodysplasia punctata, Refsum-Syndrom, Smith-Lemli-Opitz-Syndrom und anderen Peroxisomopathien sowie eventuell die extrem seltene Adrenomyodystrophie sollten in Betracht gezogen werden, bevor das Zellweger-Syndrom endgültig diagnostiziert wird.
Das neonatale Refsum-Syndrom (IRD) wird mit der Neonatalen Adrenoleukodystrophie (NALD) und dem Zellweger-Syndrom als Peroxisomenbiogenesedefekt (Peroxisomenbiogenesedefekt-Zellweger-Syndrom-Spektrum) zusammengefasst.
Es ist prinzipiell möglich, dass das Syndrom nicht als solches erkannt, sondern einer der möglichen Differentialdiagnosen, insbesondere dem Pseudo-Zellweger-Syndrom oder der Hyperpipecolazidämie, zugeordnet wird, da eine eindeutige Trennung nicht immer gelingt.

## Therapie
Bislang sind keine ursächlich heilende Behandlungs- und Therapiemöglichkeiten bekannt. Das Zellweger-Syndrom verläuft letal, d. h., dass Kinder mit dieser Besonderheit langfristig nicht lebensfähig sind. Sie sterben in der Regel im Verlauf der ersten Monate nach ihrer Geburt.